# Nethinius amicus
Nethinius amicus är en skalbaggsart som beskrevs av Jean François Villiers 1980. Nethinius amicus ingår i släktet Nethinius och familjen långhorningar.
Artens utbredningsområde är Madagaskar. Inga underarter finns listade i Catalogue of Life.